# Lee Seung-u
Pour les articles homonymes, voir Lee.
Œuvres principales
- L'Envers de la vie
- La Vie rêvée des plantes
- Le Chant de la terre
- Ici comme ailleurs

Yi Seung-u est un écrivain sud-coréen né le 21 février 1959 à Jangheung en Corée du Sud.

## Biographie
Après avoir suivi des études de théologie à l'université Yonsei et exercé la profession de journaliste, il est devenu écrivain à plein temps et enseigne à présent la littérature coréenne et l'écriture à l'université Chosun. Yi Seung-u fait partie des auteurs coréens les plus réputés en Corée du Sud ayant émergé pendant les années 1980 après une période de forte répression politique. 
Sa carrière s'amorce avec la nouvelle Un portrait d'Erysichton (Erijiktonui chosang) qui lui est inspirée par la tentative d'assassinat du Pape Jean-Paul II en 1981. Cette œuvre reçoit le prix du Nouvel écrivain de la part de la revue mensuelle Littérature coréenne. En 1993, son roman L'Envers de la vie (Saeng-ui imyeon) remporte le prix littéraire Daesan. Il remporte également le Prix de la Littérature d'Asie du Sud-Est pour Je vivrai très longtemps (Naneun aju orae salgeosida). Il a remporté encore bien d'autres prix littéraires avec ses œuvres ultérieures.

## Œuvre
Yi Seung-u est largement encensé par la critique en Corée du Sud, et bénéficie également d'une certaine popularité en France. Dans Portrait d'Erysichton, tout comme Dans l'ombre des ronces (Gasinamu geuneul), et dans L'Envers de la vie (Saeng-ui imyeon), l'auteur brode sur le thème de la rédemption chrétienne et comment cette notion interagit dans la vie des individus, mettant en lumière la tension entre le paradis et l'enfer dans le quotidien de chacun. Ses autres textes, et tout particulièrement Une conjoncture sur le labyrinthe (Migung-e daehan chucheuk) et Vers l'extérieur du monde (Sesang bakkeuro), se concentrent davantage sur la corruption et la dévaluation du langage.
Un ouvrage est consacré à son oeuvre, Écrits de l'intérieur, de Jean-Claude de Crescenzo, Decrescenzo Éditeurs, 2022.

## Prix littéraires
- 1981 : Prix du Nouvel écrivain décerné par la revue mensuelle Littérature coréenne
- 1993 : Prix Daesan pour 생의 이면, L'Envers de la vie
- 2002 : Prix littéraire Dong-seo
- 2003 : Prix littéraire Lee Hyo-seok
- 2007 : Prix de littérature contemporaine (Hyundae Munhak) pour 전기수傳奇叟 이야기
- 2010 : Prix Hwang Sun-won pour 칼[3]
- 2013 : Prix littéraire Dong-in pour 지상의 노래, Le Chant de la terre[4]

## Œuvres traduites en français

### Romans
- 생의 이면 (1993) Publié en français sous le titre L'Envers de la vie, Paris, Éditions Zulma, 2000
- 식물들의 사생활 (2000) Publié en français sous le titre La Vie rêvée des plantes, traduit par Choi Mikyung et Jean-Noël Juttet, Paris, Zulma, 2006 ; réédition, Paris, Gallimard, coll. « Folio » no 4951, 2009  (ISBN 978-2-07-035913-4)
- 그곳이 어디든 (2001) Publié en français sous le titre Ici comme ailleurs, traduit par Choi Mikyung et Jean-Noël Juttet, Paris, Zulma, 2012 ; réédition, Paris, Gallimard, coll. « Folio » no 5655, 2013  (ISBN 978-2-07-044988-0)
- 욕조가 놓인 방  (2006) Publié en français sous le titre La Baignoire, traduit par Choi Mikyung et Jean-Noël Juttet, Paris, Serge Safran éditeur, 2016
- 한낮의 시선 (2009) Publié en français sous le titre Le Regard de midi, traduit par Choi Mikyung et Jean-Noël Juttet, Fuveau, Decrescenzo Éditeurs, 2014
- 지상의 노래 (2012) Publié en français sous le titre Le Chant de la terre, traduit par Kim Hye-gyeong et Jean-Claude de Crescenzo, Decrescenzo Éditeurs, 2017
- Voyage à Cantant (2019) traduit par Kim Hye-gyeong et Jean-Claude de Crescenzo, Decrescenzo Éditeurs, 2022

### Recueil de nouvelles
- 오래된 일기 (2008) Publié en français sous le titre Le Vieux Journal, traduit par Choi Mikyung et Jean-Noël Juttet, Paris, Serge Safran éditeur[5], 2013